# Edward Lockyer
Pour les articles homonymes, voir Lockyer.
Edward Russell Lockyer (25 décembre 1899-5 octobre 1958) est un homme politique canadien de l'Ontario. Il est député fédéral progressiste-conservateur de la circonscription ontarienne de Trinity de mars 1958 à octobre 1958.

## Biographie
Né sur l'île Manitoulin en Ontario, Lockyer travaille initialement dans l'industrie du vêtement avant de créer une compagnie de vente de carburant en 1929. Il devient ensuite président de la Northern Fuel and Automatic Heating Ltd.
Élu lors de l'élection de mars 1958, il ne sert que quelques mois puisqu'il meurt en fonction à Toronto en octobre 1958. Son décès est lié à une défaillance cardiaque survenant lors de la quatrième partie des séries mondiales.